# Église Notre-Dame-du-Cros
L'église de Notre-Dame-du-Cros est une église située en France sur la commune de Caunes-Minervois, dans le département de l'Aude en région Occitanie. Elle est également connue sous le nom de chapelle de Notre-Dame-du-Cros.

## Localisation
L'église est située dans le hameau de Notre-Dame-du-Cros, à 1,5 km au nord-est du village de Caunes-Minervois. À proximité, se trouve une carrière de marbre encore en activité.

## Historique
L'origine du lieu de culte se trouve sans doute dans plusieurs légendes locales concernant une source miraculeuse qui soigne les fièvres. La première mention de l'église apparait dans une bulle du pape Gélase II adressée à l'abbé de Caunes en 1119 et affirmant que la villa du Cros et son église sont des possessions de l'abbaye de Caunes, ce qui date sa construction au moins au début du XIIe siècle. L'église est par la suite devenue un lieu de pèlerinage .
De nombreux actes notariés nous renseignent sur les divers travaux d'entretien et d'embellissement réalisés dans et autour de l'église aux XVIIe et XVIIIe siècles, notamment : la porte d'entrée sculptée par Jean Baux en 1660, le retable du maître-autel et les deux retables latéraux réalisés de 1681 à 1687, les retables des deux chapelles de 1691 à 1693, la chaire à prêcher en 1706 et la construction du maître-autel par Étienne Cauquil de 1748 à 1775. De nombreux autres travaux sont réalisés dans la deuxième moitié du XIXe siècle et jusqu'au début du XXe siècle, avec la construction de deux nouvelles chapelles, dont l'une en remplacement de l'ancienne sacristie, un remaniement de la toiture et la démolition d'une partie de l'ermitage, reconstruit à proximité.
Lors de la Révolution française, l'église est vendue avec son ermitage comme bien national par Antoine Bouclet, frère de l'ermite présent sur place. En 1797, elle est rendue à 300 habitants de Caunes qui en deviennent alors tous propriétaires par indivision. Deux siècles plus tard, en 1997, leurs héritiers cèdent leurs parts à l'évêché, qui crée alors l'association « Les amis de Notre-Dame-du-Cros » qui en devient propriétaire. Enfin, en 2001, le presbytère est restauré et des pères passionnistes s'y installent.
L'édifice est inscrit au titre des monuments historiques depuis le 28 mai 2018.
Le pèlerinage de Notre-Dame du Cros, la gorge et le ruisseau du souc sont inscrits au titre des sites naturels depuis 1943.

## Description
Le plan de l'église est constitué d'une nef à trois travées avec deux chapelles latérales de chaque côté et un chevet plat à l'extrémité. Le bâtiment est construit à partir de blocs calcaires rectangulaires de couleur ocre. Le porche d'entrée se trouve au sud. Il comprend un portail d'architecture classique, et en dessous une niche gothique avec une statue de la Vierge à l'Enfant polychrome du XIVe siècle. On trouve un autre porche sur le mur ouest.

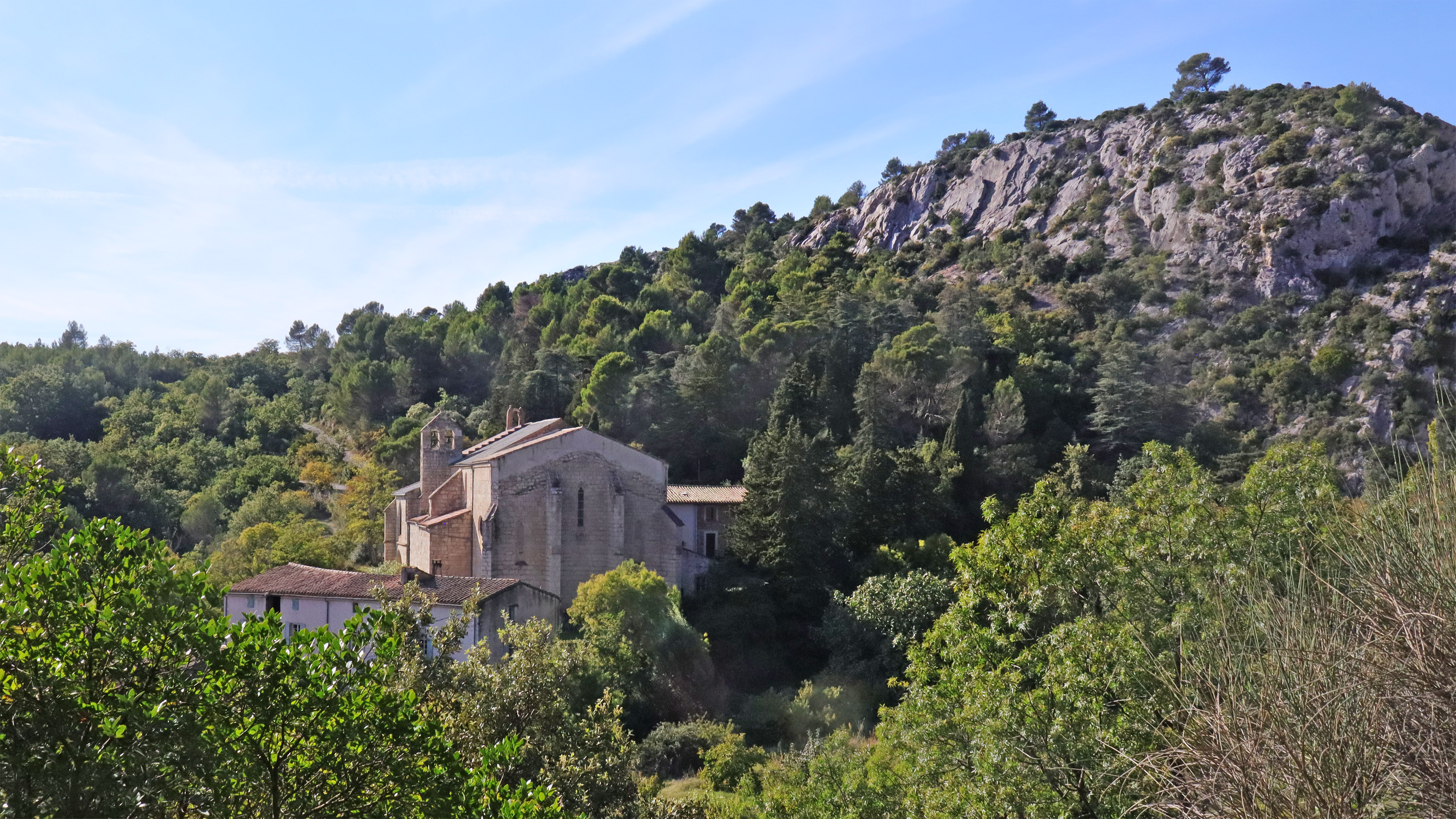
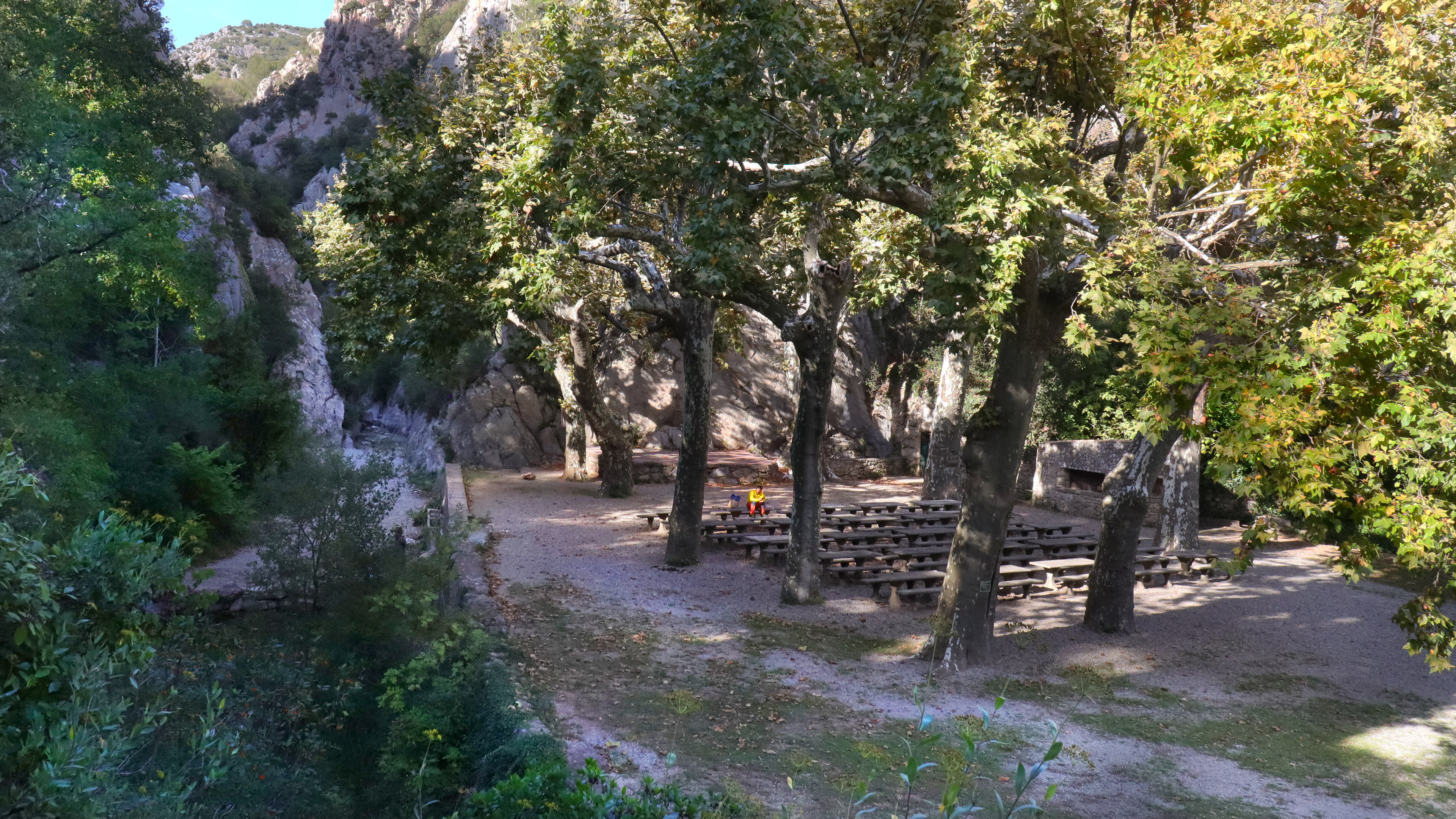
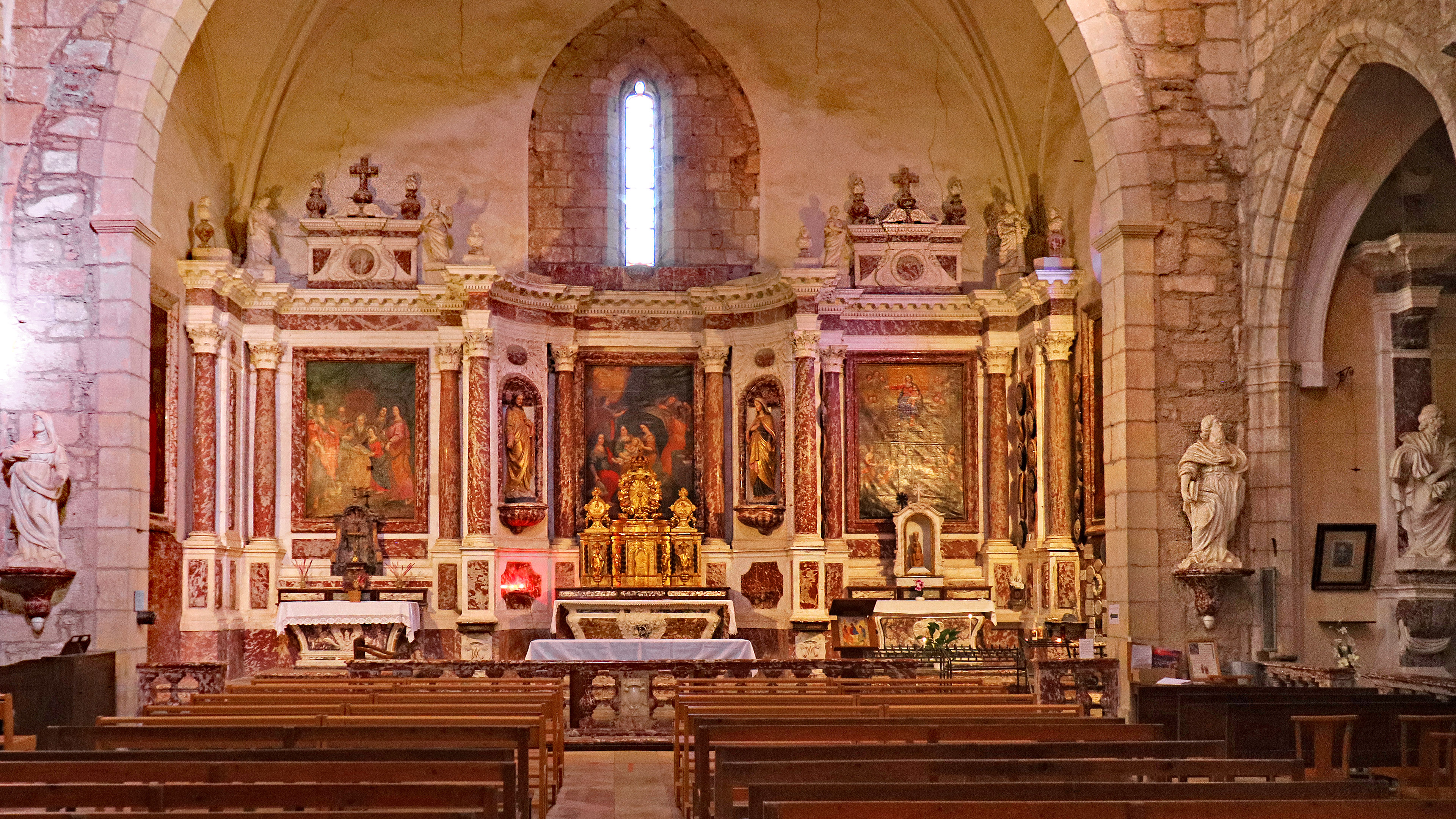
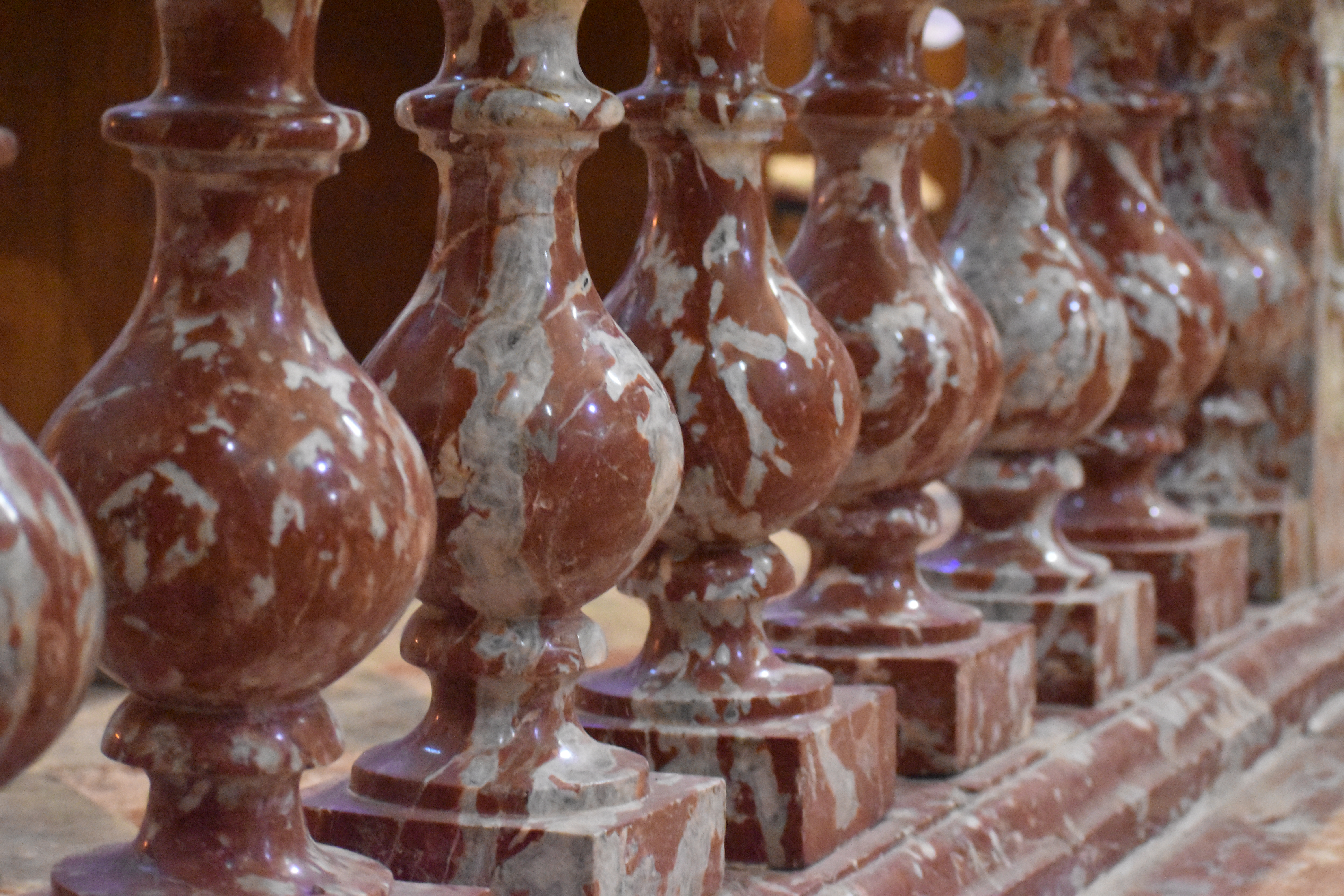